# ويندوز موبايل
ويندوز موبايل هو نظام تشغيل للهاتف المحمول، ويحتوي على عدد من التطبيقات التي تخدم التلفون المحمول، ويخدم ويندوز موبايل مجموعة من الأجهزة مثل: الحاسوب الكفي والهاتف الذكي ومركز الوسائط المحمول وبعض أجهزة الكومبيوتر المدمجة في السيارات، وهو مصمم كي يكون مشابه لنسخة وندوز للحاسبات المكتبية، وهو يدعم العديد من الماركات. كما نعلم أن مايكروسوفت واحدة من أشهر شركات البرمجيات والنظم - صاحبة أشهر نظم تشغيل- فهي كما تنتج نظم للكمبيوتر فهي تنتج أيضاً نظم للأجهزة المحمولة وأجهزة التخاطب.

## تاريخ ويندوز موبايل
بدأ مايكروسوفت مشوارها في هذا المجال باصدار Pocket PC 2000 في April 19, 2000 ومن ثم اصدرت Pocket PC 2002 وبعده تلاه windows mobile 2003 وأتى بعده windows mobile 2003 SE ثم Windows Mobile 2005 وبعد ذلك أصدرت مايكروسوفت windows mobile 6.0 وأتى بعده windows mobile 6.1 ثم windows mobile 6.5 وأخيراً windows mobile 6.5.3 وهو آخر إصدار بمسمى ويندوز موبايل.